# 富豪九龍酒店

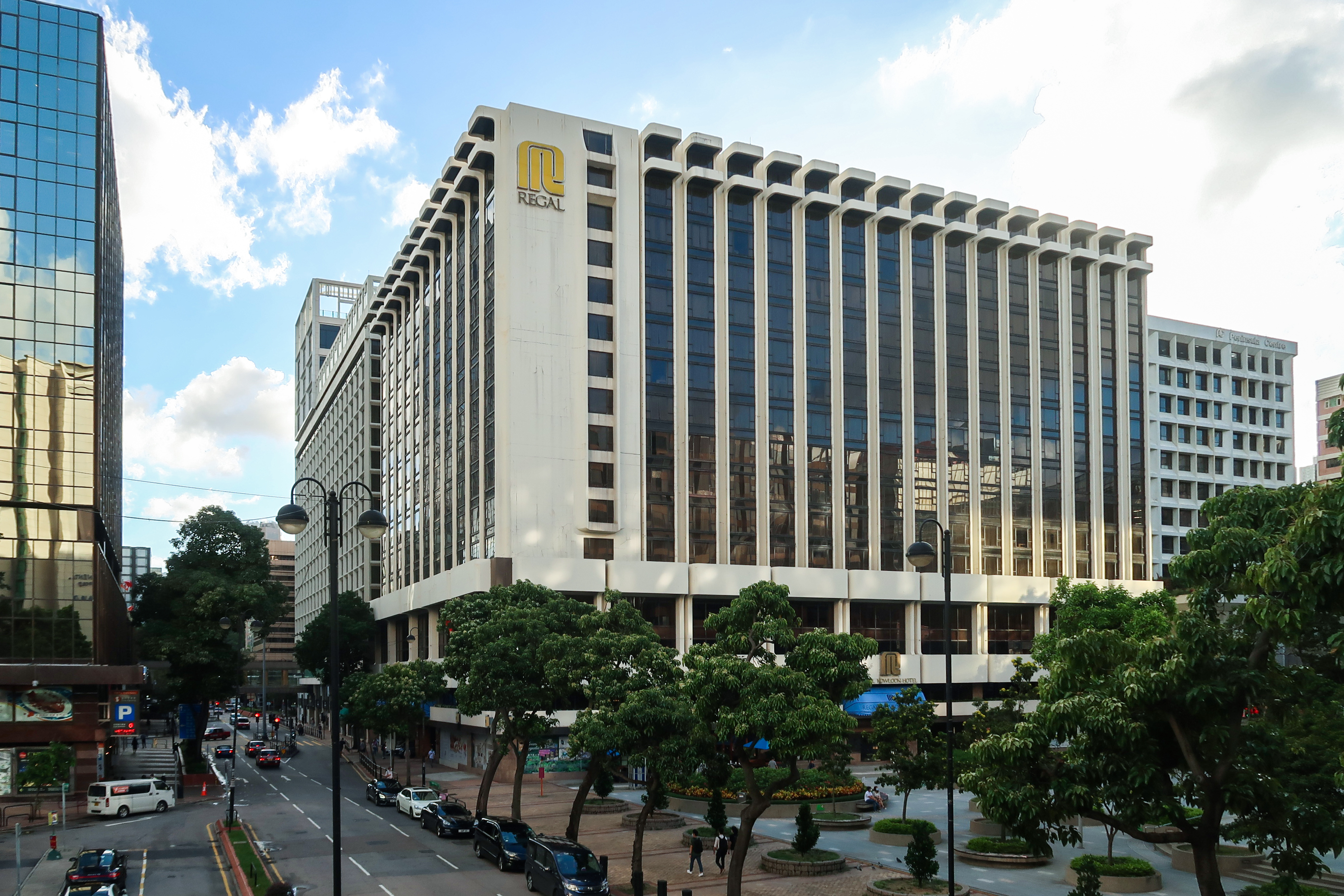
尖沙咀東富豪九龍酒店

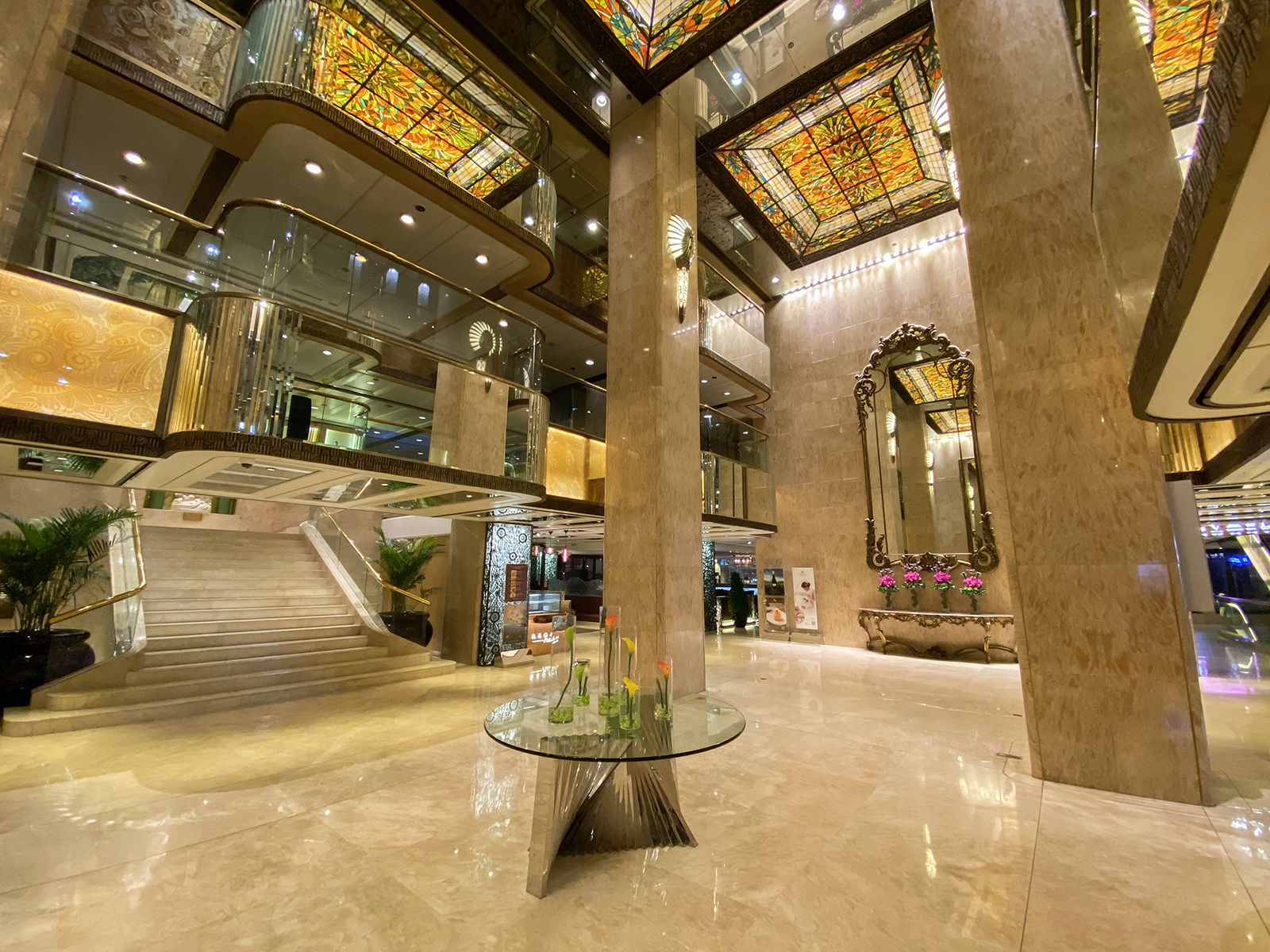
酒店大堂

香港富豪九龍酒店（英語：Regal Kowloon Hotel Hong Kong），位處於香港九龍尖沙咀東麼地道71號，由富豪國際酒店集團管理，1982年10月開幕，是一所具有歐陸風情的國際級酒店，鄰近港鐵尖東站、尖沙咀站、尖沙咀天星碼頭及中國客運碼頭等。
酒店設有600間客房，包括35間套房，大型宴會廳，餐廳，娛樂會所，健身中心，宴會廳等設施，並設有購物中心。其中日本餐廳“大阪日本料理”在1972年開業，為香港歷史最長的日本餐廳，但到2023年6月9日正式結業。
此外酒店的14及15樓設有Regal Club 行政樓層，為商務旅客提供所需的各類服務。

## 參看
- 富豪香港酒店
- 富豪東方酒店
- 富豪機場酒店
- 麗豪酒店

## 外部連結
- 富豪九龍酒店 （页面存档备份，存于）

1. ↑  . 香港經濟日報. 2019-07-08  [2023-05-12]. （原始内容存档于2023-05-13）.